# Echinolaena ecuadoriana
Echinolaena ecuadoriana är en gräsart som beskrevs av Tarciso S. Filgueiras. Echinolaena ecuadoriana ingår i släktet Echinolaena och familjen gräs. IUCN kategoriserar arten globalt som nära hotad.
Artens utbredningsområde är Ecuador. Inga underarter finns listade i Catalogue of Life.